# Korabel'nye master
Korabel'nye master (russe : рабельный мастер, littéralement des maîtres de navire ) - est dans la marine russe un rang et position de 8ème classe (en 1764 à la 7ème) dans la table des Rangs, aux XVIIIe et XIXe siècles.
Ce grade fut attribués aux anciens constructeurs navals embauché principalement à l'étranger (Hollande, Venise, Angleterre, etc.).

## Histoire
Le grade fut mentionné pour la première fois dans différents documents en 1698. Dans le RSAVMF (РГАВМФ), le décret de l'amirauté Fiodor Apraxine sur la délivrance des salaires, pour 1706-1707, il est attribué au capitaine du navire Piotr Mikhailov (pseudonyme de Pierre Ier) et au journalier Alexandre Danilovitch Menchikov .
La charte navale de Pierre Ier de 1720 ne prévoyait pas le rang, mais en 1722, il fut inclus dans le table des Rangs. Le statut du Korabel'nye master, selon le table des Rangs, était assimilé au kapitan 3-go ranga. Le grade au-dessus était le sarvaiеr (en russe : сарвайера), et le grade inférieur était le maître de cuisine (en russe : сарвайера).
Le 10 juin 1723, les constructeurs navals de l'amirauté de Voronej - Fedosei Skliaev, Osip Nay, Richard Brown, Richard Cosenz furent les premiers à obtenir le grade de Korabel'nye master avec le grade de capitaine-commandant de la flotte par l'empereur Pierre Ier .
Les korabel'nye master étaient responsables de chantiers navals relativement petits à l'amirauté provinciale, et étaient également engagés dans de grands chantiers navals qui concevaient et exécutaient directement des travaux de construction de grands navires (1er - 2e rangs). En outre, les Korabel'nye master furent impliqués dans les travaux de ponton et, en particulier, construisirent des ponts flottants à Saint-Pétersbourg.
En 1764, le grade de Korabel'nye master fut transféré à la 7e classe de la table des Rangs .
En décembre 1826, le grade de Korabel'nye master fut aboli. L'ordre du Collège de l'Amirauté était le suivant: « корабельные мастера, равно драфцмана и тиммерманы офицерских чинов, переименовываются в корабельные инженеры », les Korabel'nye master, Draftsman et Timmerman sont renommés ingénieurs de navire .

## Remarques
1. ↑  Российский государственный архив Военно-Морского Флота (РГАВМФ)
2. ↑  Расторгуев В. И. Воронеж — родина первого Адмиралтейства. — Воронеж, 2007.
3. ↑  Сорокин А. И., Краснов В. Н. Корабли проходят испытания. Л., издательство Судостроение, 1982 год.

## Littérature
- Голенищев-Кутузов И. Л. Собрание списков, содержащее имена всех служивших в российском флоте с начала оного флагманов, обер-сарваеров и корабельных мастеров и ныне служащих в оном и при Адмиралтействе как флагманов, так штаб- и обер-офицеров. — , 1764.
- Корявцев П. М. Большая Абевега чинов и званий. —: 2011.